# Die 10 Gebote der Mafia
Die 10 Gebote der Mafia (Originaltitel: The 10 Commandments of the Mafia) ist ein von Wall to Wall Media produzierter Dokumentarfilm des Senders Discovery Channel über einen schriftlich niedergelegten Verhaltenskodex der Cosa Nostra, der im November 2007 entdeckt wurde.

## Handlung
Die italienische Polizei entdeckte nach einer Razzia bei dem Mafia-Boss Salvatore Lo Piccolo in den Bergen von Palermo (Sizilien), am 7. November 2007, einen geheimen schriftlich niedergelegten Verhaltenskodex der Mafia. Ehemalige Mafiosi der amerikanischen Cosa Nostra und auch Beamte der mit der Kriminalitätsbekämpfung befassten US-amerikanischen Bundesbehörden sprechen in Verbindung mit dem besagten Kodex, unter anderem über die Struktur und Hierarchie, die Regeln und Verhaltensweisen der Organisation, illegales Einkommen, Bandenkriege und den Druck durch die Strafverfolgungsbehörden.
Interviewte Mafiosi und Agenten:
- Michael Franzese – ehemaliger Capo der Colombo-Familie und Sohn von John „Sonny“ Franzese, Sr.
- George Anastasia – Autor und Schriftsteller
- Ronald „Big Ron“ Previte – ehemaliger korrupter Polizist, sowie Soldato der Bruno-Familie
- „Tony“ – ehemaliger Soldato der Bonanno-Familie
- Fred Martens – ehemaliger Undercover-Polizist
- Patrick Colgan – ehemaliger FBI-Agent
- Frank Panessa – ehemaliger Drogenfahnder der DEA
- Henry Hill – ehemaliger assoziierter der Lucchese-Familie
- Eugene Milano – ehemaliger Soldato der Bruno-Familie
- Afred Aldrich – ehemaliger assoziierter der Bruno-Familie
- Carmine Russo – ehemaliger FBI-Agent